# Adolphe Chatin
Pour les articles homonymes, voir Chatin et Châtin.
Gaspard Adolphe Chatin est un médecin, un mycologue et un botaniste français, né le 30 novembre 1813 à l'Ile-Marianne-de-Saint-Quentin, près de Tullins (Isère) et mort le 13 janvier 1901 aux Essarts-le-Roi (Seine-et-Oise).

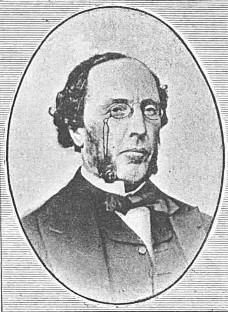
Portrait de Gaspard-Adolphe Chatin.

## Biographie
Il étudie à la faculté de médecine à Paris et obtient son titre de docteur en mai 1840.  En 1841, il devient pharmacien en chef de l'Hôpital Beaujon à Paris, en 1859, de l'Hôtel-Dieu à Paris. Il enseigne la botanique à l’École supérieure de pharmacie qu’il dirige à partir de 1874. En avril 1886, des troubles estudiantins le conduisent à démissionner. Il se retire en août 1886 avec le titre honorifique de directeur adjoint.
Il est membre de l’Académie de médecine (1853) et de l’Académie des sciences (1874). Il est membre de la Société botanique de France qu’il préside en 1862, en 1878, en 1886 et en 1896. Il est fait chevalier (1855) puis officier de la Légion d'honneur (1878).
Son fils est le botaniste et le zoologiste Joannès Charles Melchior Chatin (1847-1912). La botaniste Marguerite Belèze fait partie de ses élèves.

## Distinctions
- Officier de la Légion d'honneur